# Bryum obtusatum
Bryum obtusatum là một loài Rêu trong họ Bryaceae. Loài này được (Wahlenb.) Lindb. mô tả khoa học đầu tiên năm 1871.